# Apolysis hirtella
Apolysis hirtella är en tvåvingeart som beskrevs av Hesse 1975. Apolysis hirtella ingår i släktet Apolysis och familjen svävflugor. Inga underarter finns listade i Catalogue of Life.